# エコメカニクス
エコメカニクス (Ecomechanics) は生物と環境との相互作用を力学の手法を用いて研究する科学の専門分野である。生態学と比較生理学の要素を合わせたバイオメカニクスの派生として生まれた
エコメカニクスという用語は、Mimi Koehl博士によって初めに名付けられた。この分野は、en:Friday Harbor Laboratoriesにおける研究グループの結果として2009年9月に発足した。